# Лазуренко Степан Савич
Лазуренко Степан Савич (28 грудня 1892, м. Гадяч, нині Полтавська область, Україна — 27 лютого 1969, Детройт, США) — військовий діяч, полковник Армії УНР (в еміграції).

## Життєпис
Народився в козацькій родині. Закінчив Гадяцьку гімназію. Деякий час навчався на учительських курсах губернського земства в Полтаві. З початком Першої світової війни добровольцем пішов на фронт. Після кількамісячного навчання в офіцерській школі в Петергофі перебував на передовій. Воював на Південно-Західному фронті. За виявлені в боях хоробрість і відвагу нагороджений золотою зброєю і Георгіївським хрестом. Лютневу революцію штабс-капітан С. Лазуренко зустрів у Саратові, де перебував у відрядженні.
Повернувшись до України, взяв активну участь у творенні національного війська. Був одним із засновників Богданівського полку (травень 1917 р.). Після розформування частини служив курінним у Дорошенківському полку Запорозької дивізії. Бився з червоними військами під Крутами[джерело?]. В березні 1918 р. брав участь в боях проти більшовиків на території Полтавщини. Після того, як у Полтаві Запорозька дивізія була розгорнута в корпус, а Богданівський курінь — в полк, командував другим куренем богданівців. Взимку 1918–1919 рр. захищав від більшовиків північно-східні рубежі України. Вирвавшись із оточення біля Лозової, провів поріділі частини через місцевості, контрольовані махновцями, на Правобережжя Дніпра. У 1919 р. очолив Богданівський полк, воював проти білогвардійців і червоних. Внаслідок виснажливих переходів двічі захворював на тиф. У листопаді 1919 р., при відході Українського війська за Збруч, був залишений у лікарні м. Ярмолинці з обмороженими ногами, у тифозній гарячці. Дивом виживши, якийсь час переховувався, а потім виїхав за кордон. Мешкав у Чехословаччині й Німеччині. В 1950 р. перебрався до США. Брав активну участь у громадському житті української діаспори, співробітничав з часописами «Тризуб», «Прометей». Залишив спогади про рідний Богданівський полк, зустрічі й розмови з Симоном Петлюрою («Тризуб», 1962–1967 pp.). Останній притулок знайшов на відомому українському цвинтарі Саут-Баунд-Брук поблизу Нью-Йорка.

## Родина
Дружина — Зінаїда (народилася в Новогеоргіївську). Син Сергій живе в Детройті. В серпні 1995 р. із донькою Ольгою відвідав батьківський край.

## Вшанування пам'яті
У місті Полтава вулицю Агітаційну перейменували на вулицю Полковника Степана Лазуренка.
У місті Гадяч вулицю Духова перейменували на вулицю Степана Лазуренка.
У місті Дніпро провулок Желваківського перейменували на провулок Полковника Лазуренка.